# Osvaldo Núñez
Pour l’article homonyme, voir Nunez.
Osvaldo Núñez (né Osvaldo Ramón Núñez Riquelme le 10 septembre 1938 à Curicó au Chili) est un avocat, conseiller syndical, homme politique fédéral du Québec et arbitre, membre du Conseil des services essentiels du Québec.

## Biographie
Né au Chili dans une famille pauvre, Osvaldo Núñez devient orphelin à l’âge de 13 ans, entre au Séminaire des Pères Rédemptoristes mais doit le quitter pour travailler et aider ses six frères et sœurs, ce qu'il fait tout en poursuivant ses études de droit à l’Université du Chili, à Santiago. En 1966, à l'âge de 25 ans, il obtient une bourse de trois ans pour étudier les relations industrielles à l'Université catholique de Louvain, en Belgique. En 1969, il rentre au Chili, où il devient directeur d'éducation ouvrière et syndicale à l'Institut du Travail, à  Santiago.  En tant que militant du Mouvement d'action populaire unitaire (MAPU), il appuie la candidature de Salvador Allende, élu président en 1970. Osvaldo Nuñez est nommé, par le gouvernement Allende, secrétaire de la Régie des banques, d'où il est congédié le jour du coup d'État, le 11 septembre 1973. 
Le 12 février 1974, il fuit le régime militaire d'Augusto Pinochet et arrive à Montréal, avec ses deux enfants. Son épouse, Zaida Macías, le suit ultérieurement. À Montréal, il est embauché à titre de conseiller syndical par un syndicat des travailleurs de  l’électricité, affilié à la Fédération des travailleurs du Québec (FTQ). Pendant 18 ans de militantisme syndical, il défend les travailleurs immigrants, devient président du comité sur les travailleurs immigrants, membre du conseil général de la FTQ et de l’exécutif du Conseil du Travail de Montréal. De plus, il est membre du conseil d’administration de la Ligue des droits et libertés du Québec et arbitre, à temps partiel, à l'assurance-chômage (ou assurance-emploi).
Osvaldo Núñez devient député du Bloc québécois, à Ottawa, pour la circonscription fédérale de Bourassa en 1993. Il est le premier député hispano-américain du Parlement. Tentant d'être réélu en 1997, il est défait par le libéral Denis Coderre.
Durant son passage à la Chambre des communes, il est porte-parole bloquiste en matière d'immigration de 1994 à 1995 et de citoyenneté et immigration de 1995 à 1998.
Le 26 août 1998, il est nommé membre du Conseil des services essentiels, par décret du gouvernement du Québec. Ce mandat lui est renouvelé le 12 septembre 2001, jusqu'au 13 septembre 2004.